# Era Vargas
L'Era Vargas (in portoghese: Era Vargas; ˈɛɾɐ ˈvaɾɡɐs) è il periodo della storia del Brasile tra il 1930 e il 1945, quando il paese era governato dal presidente Getúlio Vargas. Il periodo dal 1930 al 1937 è noto come Seconda Repubblica Brasiliana e l'altra parte dell'Era Vargas, dal 1937 al 1946, è conosciuta come Terza Repubblica Brasiliana (o Estado Novo).
La Rivoluzione brasiliana del 1930 segnò la fine della Prima Repubblica brasiliana. Il presidente Washington Luís venne deposto; il giuramento del presidente eletto Júlio Prestes venne bloccato, sulla base del fatto che le elezioni erano state truccate dai suoi sostenitori; la Costituzione del 1891 venne abrogata, il Congresso Nazionale venne sciolto e la giunta militare provvisoria cedette il potere a Vargas. L'intervento federale nei governi statali aumentò e il panorama politico venne alterato sopprimendo le tradizionali oligarchie degli stati di San Paolo e di Minas Gerais.
L'era Vargas comprende tre fasi successive:
- il periodo del Governo Provvisorio (1930-1934), quando Vargas governò per decreto come capo del Governo Provvisorio istituito dalla rivoluzione, in attesa dell'adozione di una nuova Costituzione.
- Il periodo della Costituzione brasiliana del 1934, quando venne redatta ed approvata dall'Assemblea Costituente del 1933-1934 una nuova Costituzione e Vargas, eletto dall'Assemblea Costituente secondo le disposizioni transitorie della Costituzione, governò come presidente insieme alla legislatura democraticamente eletta.
- Il periodo Estado Novo (1937-1945), istituito quando, per perpetuare il suo governo, Vargas impose una nuova Costituzione quasi totalitaria in un colpo di Stato e chiudendo la legislatura, governando il Brasile come un dittatore.

La deposizione di Getúlio Vargas e del suo regime dell'Estado Novo nel 1945 e la successiva ridemocratizzazione del Brasile con l'adozione di una nuova Costituzione nel 1946 segnano la fine dell'Era Vargas e l'inizio del periodo noto come Quarta Repubblica brasiliana.

## La caduta della Prima Repubblica
Le ribellioni dei tenentes non segnarono la svolta rivoluzionaria per i riformatori sociali borghesi brasiliani, ma l'oligarchia del caffè paulista al potere non riuscì a resistere al tracollo economico del 1929.
La vulnerabilità del Brasile alla Grande depressione aveva le sue radici nella forte dipendenza dell'economia dai mercati esteri e dai prestiti. Nonostante il limitato sviluppo industriale a San Paolo, l'esportazione di caffè e altri prodotti agricoli era ancora il cardine dell'economia.
Giorni dopo il crollo del mercato azionario statunitense il 29 ottobre 1929 (vedi Martedì nero), le quotazioni del caffè scesero immediatamente dal 30% al 60% e continuarono a scendere. Tra il 1929 e il 1931, i prezzi del caffè scesero da 22,5 centesimi per libbra a 8 centesimi per libbra. Con la contrazione del commercio mondiale, gli esportatori di caffè subirono un forte calo dei guadagni in valuta estera.
La Grande Depressione ha forse avuto un effetto più drammatico sul Brasile che sugli Stati Uniti. Il crollo del programma di valorizzazione (sostegno dei prezzi) del Brasile, una rete di sicurezza in tempi di crisi economica, s'intrecciò fortemente con il crollo del governo centrale, la cui base di appoggio risiedeva nell'oligarchia terriera. I coltivatori di caffè erano diventati pericolosamente dipendenti dalla valorizzazione del governo. Ad esempio, all'indomani della recessione seguita alla prima guerra mondiale, il governo non era a corto di denaro necessario per salvare l'industria del caffè. Ma tra il 1929 e il 1930, la domanda mondiale di prodotti primari del Brasile era diminuita troppo drasticamente per mantenere le entrate del governo. Alla fine del 1930, le riserve auree del Brasile si erano esaurite, spingendo il tasso di cambio ad un nuovo minimo. Il programma per il caffè immagazzinato crollò del tutto.
Il governo del presidente Washington Luís dovette affrontare una crisi sempre più profonda della bilancia dei pagamenti e i coltivatori di caffè rimasero bloccati con un raccolto invendibile. Poiché il potere in ultima analisi si basava su un sistema di patrocinio, defezioni su vasta scala nel delicato equilibrio degli interessi regionali resero vulnerabile il regime di Washington Luís. Le politiche del governo progettate per favorire gli interessi stranieri esacerbarono ulteriormente la crisi, lasciando il regime alienato da quasi ogni segmento della società.
Dopo il panico di Wall Street, il governo tentò di accontentare i creditori stranieri mantenendo la convertibilità secondo i principi monetari predicati dai banchieri e dagli economisti stranieri che stabilorono i termini delle relazioni del Brasile con l'economia mondiale, nonostante la mancanza di qualsiasi sostegno da parte di un singolo grande settore in società brasiliana.
Nonostante la fuga di capitali, Washington Luís si aggrappò a una politica del denaro forte, garantendo la convertibilità della valuta brasiliana in oro o in sterlina. Una volta esaurite le riserve di oro e sterline a causa del crollo del programma di valorizzazione, il governo fu infine costretto a sospendere la convertibilità della valuta. Il credito estero era ormai evaporato.

## L'ascesa di Getúlio Vargas
Governatore populista dello stato più meridionale del Brasile, il Rio Grande do Sul, Vargas era un allevatore di bestiame con un dottorato in giurisprudenza e candidato alla presidenza nel 1930 dell'Alleanza Liberale. Vargas era un membro dell'oligarchia gaucho ed era cresciuto attraverso il sistema del clientelismo, ma aveva una nuova visione di come la politica brasiliana potesse essere modellata per sostenere lo sviluppo nazionale. Veniva da una regione con una tradizione positivista e populista, ed era un nazionalista economico che favoriva lo sviluppo industriale e le riforme liberali. Vargas costruì reti politiche ed era in sintonia con gli interessi delle classi urbane in ascesa. Nei suoi primi anni Vargas contava anche sull'appoggio dei tenentes della ribellione del 1922.
Vargas capì che con la rottura dei rapporti diretti tra lavoratori e proprietari nelle fabbriche in crescita del Brasile, i lavoratori avrebbero potuto diventare la base per una nuova forma di potere politico, il populismo. Usando tali intuizioni, stabilì gradualmente una tale padronanza sul mondo politico brasiliano che, una volta raggiunto il potere, ci rimase per 15 anni. Durante questo periodo, con l'allentamento della morsa delle élite agricole, i nuovi leader industriali urbani acquisirono maggiore influenza a livello nazionale e la classe media iniziò a mostrare forza.

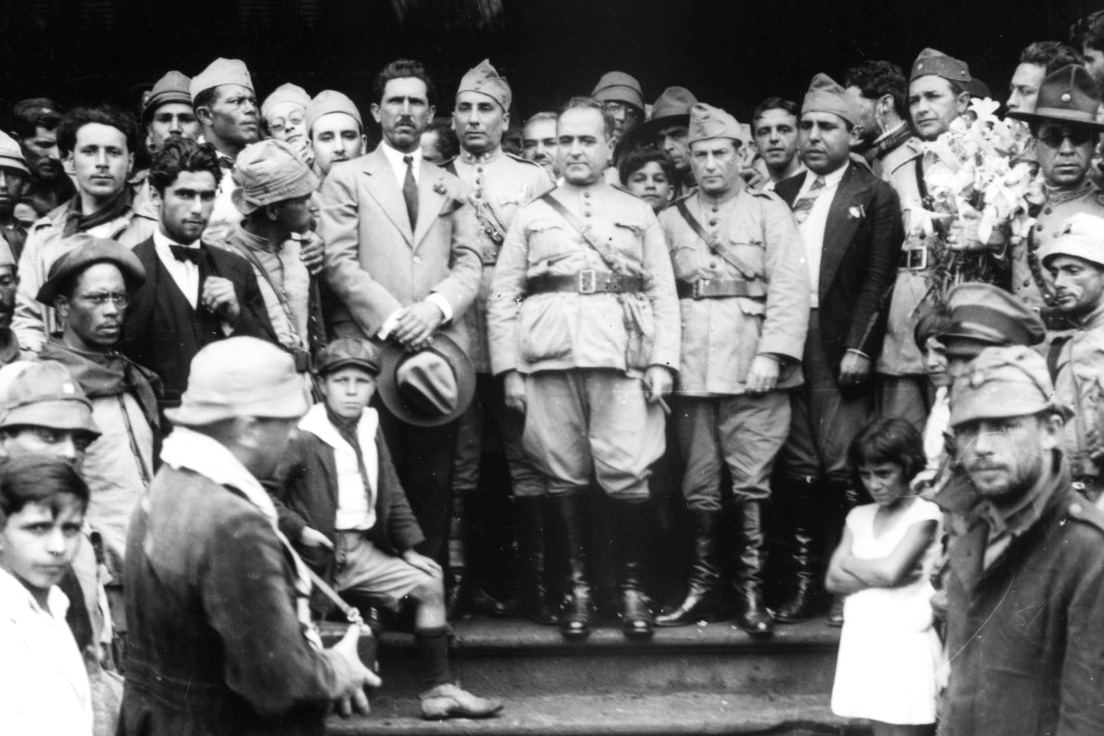
Getúlio Vargas dopo la rivoluzione del 1930, che diede inizio all'era Vargas.

A parte la Grande Depressione e l'emergere della borghesia brasiliana, la dinamica storica della politica interregionale del Brasile fu un fattore significativo che incoraggiò l'alleanza che Getúlio Vargas aveva stretto durante la Rivoluzione del 1930 tra i nuovi settori urbani e i proprietari terrieri ostili al governo in altri stati rispetto a San Paolo.
Insieme ai gruppi borghesi urbani, i baroni dello zucchero del nord-est lasciarono un'eredità di rancori di lunga data contro gli oligarchi del caffè paulisti del sud. I proprietari terrieri del nord-est si opposero all'interruzione nel 1930 da parte di Washington Luís dei progetti di soccorso contro la siccità del suo predecessore. Il decadimento delle consolidate oligarchie dello zucchero del nord-est era iniziato drammaticamente con la grave siccità del 1877. Contemporaneamente iniziò la rapida crescita dello stato di San Paolo come produttore di caffè. Dopo l'abolizione della schiavitù nel 1888, il Brasile vide un esodo di massa di schiavi emancipati e di altri contadini dal nord-est al sud-est del paese, assicurando così una fornitura costante di manodopera a basso costo per i coltivatori di caffè.
Sotto la Vecchia Repubblica, la politica del café com leite ("caffè con latte)" si basava sul dominio della politica della repubblica da parte degli stati sud-orientali di San Paolo e Minas Gerais, che erano gli stati più grandi del Brasile in termini di popolazione ed economia.
Date le lamentele con il regime al potere nel nord-est e nel Rio Grande do Sul, Getúlio Vargas scelse João Pessoa dello stato nord-orientale di Paraíba come suo candidato alla vicepresidenza nelle Elezioni presidenziali del 1930. Con la consapevolezza che il dominio dei proprietari terrieri nelle aree rurali doveva continuare sotto il governo dell'Alleanza Liberale, le oligarchie nord-orientali vennero così integrate nell'alleanza Vargas in uno status subordinato attraverso un nuovo partito politico, il Partito Social Democratico (PSD).
Come candidato nel 1930, Vargas utilizzò la retorica populista per promuovere le preoccupazioni della classe media, opponendosi così al primato (ma non alla legittimità) dell'oligarchia paulista del caffè e delle élite terriere, che avevano poco interesse a proteggere e promuovere l'industria.
Tuttavia, dietro la facciata del populismo di Vargas si nascondeva la natura intricata della sua coalizione: in continua evoluzione da questo punto in poi. Di conseguenza, questi gruppi regionali dominanti a livello locale, i gaúchos del Rio Grande do Sul e i baroni dello zucchero del nordest, introdussero i nuovi gruppi urbani in prima linea nella vita politica brasiliana in una rivoluzione dall'alto, facendo pendere l'equilibrio del governo centrale a favore dell'Alleanza Liberale.

## La Seconda Repubblica
La tenue coalizione di Vargas mancava di un programma coerente, essendo impegnata in un'ampia visione di "modernizzazione", ma poco altro di più definitivo. Dover bilanciare gruppi ideologici, regionalismo e interessi economici così contrastanti in una nazione così vasta, diversificata e socio-economicamente varia spiegherebbe, quindi, non solo l'unica costanza che ha segnato la lunga carriera di Vargas: bruschi cambiamenti nelle alleanze e nelle ideologie, ma anche la sua eventuale dittatura, modellata sorprendentemente sulla falsariga del fascismo europeo, viste le radici liberali del suo regime.
Tra il 1930 e il 1934, Vargas seguì un percorso di riformismo sociale nel tentativo di conciliare interessi radicalmente divergenti dei suoi sostenitori. Le sue politiche possono essere meglio descritte collettivamente come approssimative a quelle dell'Italia fascista sotto Mussolini, con una maggiore dipendenza dal populismo. Riflettendo l'influenza dei tenentes, sostenne persino un programma di assistenza sociale e riforma simile al New Deal negli Stati Uniti, spingendo il presidente statunitense Franklin Roosevelt a definirlo con orgoglio "una delle due persone che hanno inventato il New Deal".
Vargas cercò di far uscire il Brasile dalla Grande Depressione attraverso politiche stataliste-interventiste. Soddisfò le richieste dei gruppi borghesi urbani in rapida crescita, espressi dalle nuove (in Brasile) ideologie di massa del populismo e del nazionalismo. Come Roosevelt, i suoi primi passi si concentrarono sullo stimolo economico, un programma su cui tutte le fazioni potevano concordare.
Favorendo una politica interventista statale che utilizzava agevolazioni fiscali, dazi ridotti e quote d'importazione per espandere la base industriale nazionale, Vargas collegò le sue politiche filo-classe media al nazionalismo, sostenendo tariffe pesanti per "perfezionare i nostri produttori al punto in cui diventerà antipatriottico nutrirci o vestirci con merci importate!"
Vargas cercò di mediare le controversie tra lavoro e capitale. Ad esempio, il presidente provvisorio represse uno sciopero delle lavoratrici pauliste cooptando gran parte della sua piattaforma e richiedendo alle loro "commissioni di fabbrica" di utilizzare la mediazione del governo in futuro.
Con le oligarchie nord-orientali ora incorporate nella coalizione di governo, il governo si concentrò sulla ristrutturazione dell'agricoltura. Per placare gli oligarchi agrari amichevoli, lo stato modernizzante non solo lasciò intatti i domini impoveriti degli oligarchi rurali, ma aiutò anche i baroni dello zucchero a consolidare il loro controllo sul Brasile rurale. I contadini, con sorpresa di molti abituati a trascurare le regioni periferiche del Brasile, non erano così servili. Il banditismo era comune. Altre forme includevano il messianismo, le rivolte anarchiche e l'evasione fiscale, ciascuna delle quali era già una pratica comune prima del 1930. Lo stato represse un'ondata di banditismo nel nord-est nota come cangaço, segnando l'inversione del declino drastico ma graduale del latifundios nord-orientali dagli anni '70 dell'Ottocento alla rivoluzione del 1930. A spese dei contadini indigenti - l'85% della forza lavoro - Vargas non solo rinnegò le sue promesse di riforma agraria, ma negò ai lavoratori agricoli in generale i guadagni della classe operaia nelle leggi sul lavoro. Probabilmente a scapito dello sviluppo economico a lungo termine di quella regione, il conservatorismo statico di Vargas su questioni di campagna ha probabilmente esacerbato le disparità tra il nord-est impoverito e semi-feudale e il sud-est dinamico e urbanizzato fino ad oggi.

### La dittatura

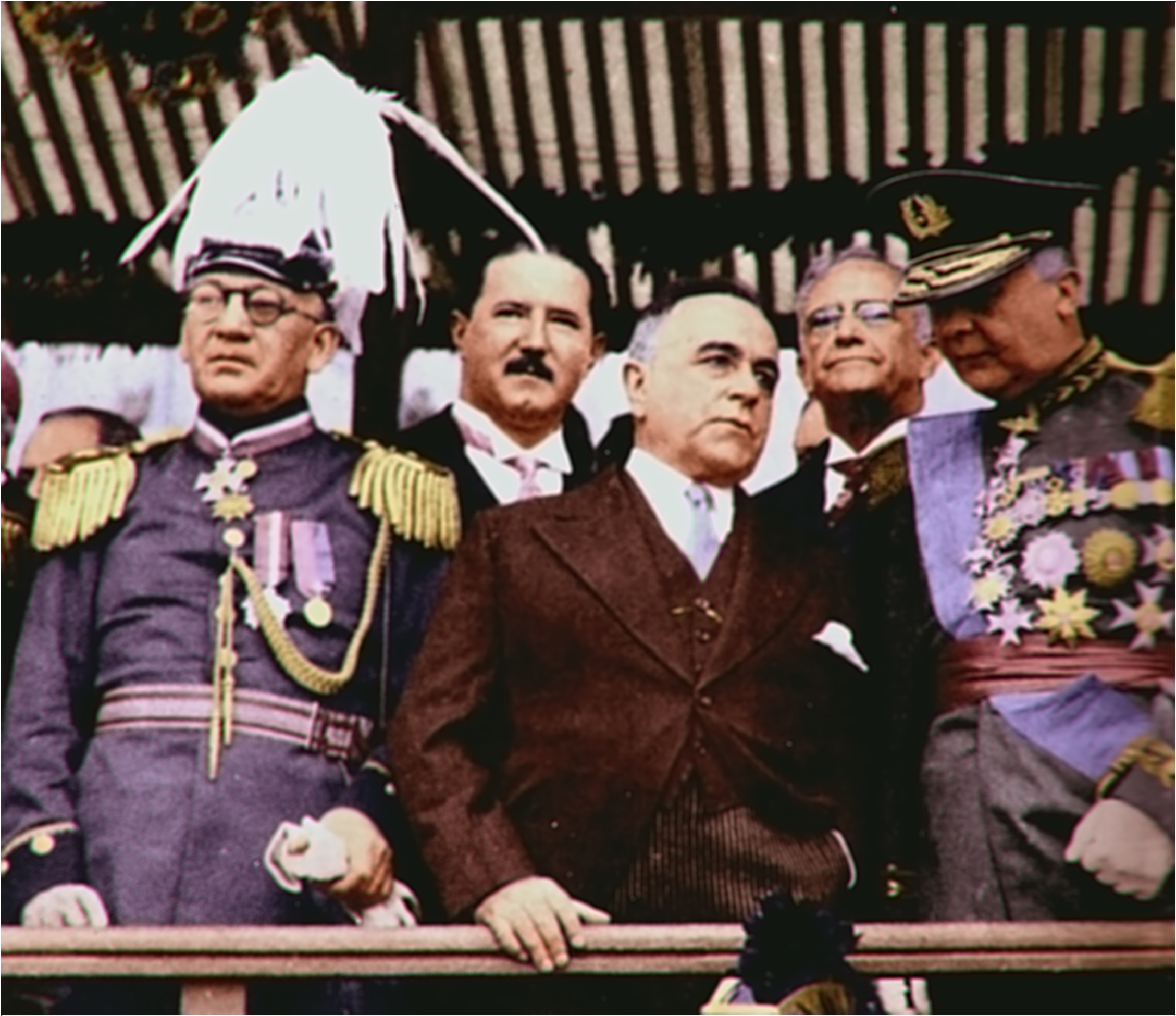
Vargas (al centro) durante le commemorazioni per celebrare il 50º anniversario della Proclamazione della Repubblica, 15 novembre 1939.

Nel 1934 Vargas sviluppò quello che Thomas E. Skidmore e Peter H. Smith definirono "un ibrido legale" tra i regimi dell'Italia di Mussolini e dell'Estado Novo di Salazar in Portogallo. Vargas copiò le tattiche fasciste e condivise il loro rifiuto del capitalismo liberale. Abbandonò gli accordi del "governo provvisorio" (1930-1934) caratterizzati da un riformismo sociale che sembrava favorire l'ala generalmente sinistra della sua coalizione rivoluzionaria, i tenentes.
Un'insurrezione conservatrice nel 1932 fu il punto di svolta chiave a destra. Dopo la Rivoluzione costituzionalista del luglio 1932 — un malcelato tentativo da parte degli oligarchi del caffè paulisti di riconquistare il governo centrale — Vargas cercò di recuperare il sostegno delle élite terriere, compresi i coltivatori di caffè, al fine di stabilire una nuova alleanza di potere.
La rivolta è stata causata dalla nomina da parte di Vargas di João Alberto, tenente di centrosinistra a interventor (governatore provvisorio) al posto del governatore eletto di San Paolo. L'élite paulista detestava Alberto, risentita per i suoi sforzi di centralizzazione ed allarmata dalle sue riforme economiche, come l'aumento salariale del 5% e la minore distribuzione di parte della terra ai partecipanti alla rivoluzione. Tra minacce di rivolta, Vargas sostituì João Alberto con un civile di San Paolo, nominò un banchiere paulista conservatore come suo ministro delle Finanze ed annunciò una data per lo svolgimento di un'assemblea costituente. Ciò incoraggiò solo gli oligarchi del caffè che lanciarono una rivolta nel luglio 1932, crollata dopo tre mesi di combattimenti armati.
Indipendentemente dal tentativo di rivoluzione, Vargas era determinato a mantenere la sua alleanza con l'originale ala contadina della sua coalizione e a rafforzare i suoi legami con l'establishment di San Paolo. Il risultato furono ulteriori concessioni, che alienarono le ali sinistre della sua coalizione. Il compromesso essenziale fu di non onorare le promesse di riforma agraria fatte durante la campagna del 1930. Vargas condonò anche la metà dei debiti bancari dei coltivatori di caffè, che avevano ancora una presa significativa sulla macchina elettorale dello Stato, alleviando la crisi derivante dal crollo del programma di valorizzazione. Per pacificare i suoi vecchi avversari paulisti dopo la loro fallita rivolta, ordinò alla Banca del Brasile di assumere i vincoli di guerra emessi dal governo ribelle.
Nel 1934 Vargas fu anche sempre più minacciato da elementi filo-comunisti nel sindacato, critici nei confronti dei latifondi rurali, che cercarono un'alleanza con la maggioranza contadina del paese sostenendo la riforma agraria. Nonostante la retorica populista del "padre dei poveri", il gaucho Vargas era stato portato al potere dalle oligarchie di piantatori delle regioni periferiche nel mezzo di una rivoluzione dall'alto, e quindi non era in grado di soddisfare le richieste comuniste, se lo desiderava.
Nel 1934, armato di una nuova costituzione redatta con ampia influenza dai modelli fascisti europei, Vargas iniziò a tenere a freno i sindacati anche moderati e a rivoltarsi contro i tenentes. Le sue ulteriori concessioni ai latifondi lo spinsero verso un'alleanza con gli integralisti, il movimento fascista mobilitato del Brasile. Dopo la fine della presidenza provvisoria, il regime di Vargas tra il 1934 e il 1945 venne caratterizzato dalla cooptazione dei sindacati brasiliani attraverso sindacati fittizi gestiti dallo stato e dalla soppressione dell'opposizione, in particolare dell'opposizione di sinistra.

### La soppressione del movimento comunista
A parte queste recenti controversie politiche, le tendenze a lungo termine suggerivano un'atmosfera a San Paolo favorevole all'estremismo ideologico. Il sud-est in rapida evoluzione ed industrializzazione aveva creato un'atmosfera favorevole alla crescita di movimenti di massa in stile europeo; il Partito Comunista Brasiliano venne istituito nel 1922 e il dopoguerra vide l'ascesa delle prime ondate di scioperi generali del paese condotti da sindacati validi. La Grande Depressione intensificò la loro forza.
La stessa Grande Depressione che aveva portato al potere Vargas incoraggiò anche le richieste di riforme sociali. Con le sfide della rivolta costituzionalista superate e l'incombente mobilitazione di massa di un potenziale nuovo nemico, il proletariato urbano, Vargas si preoccupò maggiormente d'imporre una tutela paternalistica sulla classe operaia, funzionando sia per controllarla sia per cooptarla. I sostenitori di Vargas nel Brasile sia urbano che rurale avrebbero iniziato a considerare il sindacato, più numeroso e meglio organizzato che subito dopo la prima guerra mondiale, come un'infausta minaccia.
Tuttavia, Vargas avrebbe potuto unirsi a tutti i settori delle élite terriere per arginare i comunisti. Con il cangaço completamente represso nel nord-est, tutti i segmenti dell'élite - la nuova borghesia e gli oligarchi terrieri - spostarono i loro fondati timori verso il sindacalismo e i sentimenti socialisti del fiorente proletariato urbano. Il proletariato urbano, spesso composto da immigrati, proveniva dal sud-est più europeo (in termini di popolazione, cultura, ideologia e livello di sviluppo industriale) e più urbanizzato. Nel 1934, in seguito alla disgregazione della delicata alleanza di Vargas con il sindacato, il Brasile entrò in "uno dei periodi più agitati della sua storia politica". Secondo Skidmore e Smith, le principali città del Brasile iniziarono ad assomigliare alle battaglie nazi-comuniste a Berlino del 1932-1933. Entro la metà del 1935 la politica brasiliana era stata drasticamente destabilizzata.
L'attenzione di Vargas si concentrò sull'ascesa di due movimenti di stile europeo altamente ideologici e su base nazionale, entrambi impegnati nella mobilitazione di massa in stile europeo: uno filo-comunista e l'altro filo-fascista, uno legato a Mosca e l'altro a Roma e Berlino. Il movimento di massa che intimidiva Vargas era l'Aliança Nacional Libertadora (ANL), un fronte popolare di sinistra lanciato nel 1935 da socialisti, comunisti ed altri progressisti guidati dal Partito Comunista e da Luís Carlos Prestes, noto come il "cavaliere della speranza" della ribellione tenente (sebbene all'epoca non fosse un marxista). Precursore rivoluzionario di Che Guevara, Prestes guidò l'inutile Colonna Prestes attraverso l'interno rurale brasiliano in seguito alla sua partecipazione alla fallita ribellione tenente del 1922 contro gli oligarchi del caffè. Questa esperienza, tuttavia, lasciò Prestes, morto solo negli anni '90, e alcuni dei suoi compagni scettici nei confronti del conflitto armato per il resto della loro vita. Lo scetticismo ben coltivato di Prestes in seguito contribuì a far precipitare lo scisma degli anni '60 tra i maoisti militanti della linea dura ed i marxisti-leninisti ortodossi, che persiste con il Partito Comunista Brasiliano nel XXI secolo. Con i tenentes di centrosinistra fuori dalla coalizione e la sinistra schiacciata, Vargas si rivolse all'unica base di appoggio mobilitata a destra, esaltata dall'atroce repressione in stile fascista contro l'ANL. Mentre la sua coalizione si spostava a destra dopo il 1934, il carattere ideologico e l'associazione di Vargas con un'orbita ideologica globale rimasero ambigui. L'integralismo, rivendicando un'adesione in rapida crescita in tutto il Brasile entro il 1935, iniziò a riempire questo vuoto ideologico, specialmente tra i circa un milione di brasiliani di origine tedesca.
Plínio Salgado, scrittore e politico, fondò l'Azione Integralista Brasiliana nell'ottobre del 1933. Egli adottò il simbolismo nazista e fascista ed il saluto romano. Aveva tutti gli elementi visibili del fascismo europeo: un'organizzazione paramilitare in divisa verde, manifestazioni di piazza e retorica aggressiva finanziata direttamente in parte dall'ambasciata italiana. Gli integralisti presero in prestito le loro campagne di propaganda direttamente dai materiali nazisti, comprese le solite escoriazioni tradizionaliste del marxismo e del liberalismo, e l'adesione al nazionalismo fanatico e alle "virtù cristiane". In particolare, ottennero il sostegno di ufficiali militari, specialmente nella marina.

### Lo sviluppo economico
I forti parallelismi tra l'economia politica di Vargas e gli stati di polizia europei iniziarono così ad apparire nel 1934, quando venne promulgata una nuova costituzione con diretta influenza fascista. Dopo il 1934, i programmi in stile fascista avrebbero servito a due obiettivi importanti: stimolare la crescita industriale (sotto le spoglie del nazionalismo e dell'autarchia) e sopprimere la classe operaia. Approvato il 16 luglio, il governo Vargas affermò che le disposizioni corporative della costituzione del 1934 avrebbero unito tutte le classi in interessi reciproci, lo scopo dichiarato di un documento governativo simile nell'Italia fascista. In realtà, questo punto di propaganda aveva in qualche modo una base nella realtà. In pratica, ciò significava decimare il lavoro organizzato indipendente ed attirare la "classe operaia" nello stato corporativo. Naturalmente, il progresso dell'industria e dell'urbanizzazione allargò e rafforzò le file dei lavoratori urbani, presentando la necessità di coinvolgerli in una sorta di alleanza impegnata nella modernizzazione del Brasile. Vargas, e più tardi Juan Perón nella vicina Argentina, emularono la strategia di Mussolini di consolidare il potere mediando le dispute di classe sotto la bandiera del nazionalismo.
La costituzione istituì una nuova Camera dei deputati che pose l'autorità del governo sull'economia privata e stabilì un sistema di corporativismo volto all'industrializzazione e alla riduzione della dipendenza dall'estero. Queste disposizioni designavano essenzialmente i rappresentanti aziendali in base alla classe e alla professione, organizzando le industrie in sindacati statali, ma generalmente mantenevano la proprietà privata delle imprese di proprietà brasiliana.
La costituzione del 1934-37, e in particolare l'Estado Novo in seguito, intensificò gli sforzi per centralizzare l'autorità a Rio de Janeiro e limitare drasticamente l'autonomia provinciale nella nazione tradizionalmente devoluta e tentacolare. Questo era il suo ruolo più progressista, cercando di consolidare la rivoluzione del 1930, sostituendo il potere istituzionale degli oligarchi paulisti del caffè con una politica centralista che rispettava gli interessi agro-esportatori locali, ma creando la necessaria base economica urbana per i nuovi settori urbani. L'eredità modernizzante è chiaramente evidente: il governo dello stato doveva essere razionalizzato e regolarizzato, liberato dalle grinfie del coronelismo.
La costituzione del 1934 istituì così un meccanismo più diretto dell'esecutivo federale per il controllo dell'economia, perseguendo una politica di pianificazione e d'investimento diretto per la creazione d'importanti complessi industriali. Stato e società miste pubblico-privato dominavano le industrie pesanti ed infrastrutturali e il capitale privato brasiliano predominava nella produzione. Ci fu anche una crescita significativa degli investimenti esteri negli anni '30, quando le società straniere cercarono di ampliare la loro quota del mercato interno e superare le barriere tariffarie e i problemi di cambio stabilendo filiali in Brasile. Lo stato enfatizzò quindi i settori fondamentali dell'economia, affrontando in primo luogo il difficile compito di creare una base di capitale vitale per la crescita futura, tra cui miniere, petrolio, acciaio, energia elettrica e prodotti chimici.

## La Terza Repubblica (Estado Novo)
Il mandato quadriennale di Vargas come presidente ai sensi della costituzione del 1934 sarebbe scaduto nel 1938 e gli venne impedita la rielezione. Tuttavia, il 10 novembre 1937, Vargas fece un discorso alla radio nazionale denunciando l'esistenza di un complotto comunista per rovesciare il governo, chiamato "Piano Cohen". In realtà, però, il Piano Cohen era stato forgiato dal governo con l'obiettivo di creare un'atmosfera favorevole affinché Vargas rimanesse al potere, perpetuando il suo dominio ed assumendo poteri dittatoriali.
I comunisti avevano effettivamente tentato di assumere il governo nel novembre 1935, in un fallito tentativo di colpo di Stato noto come Rivolta comunista. Sulla scia della fallita rivolta comunista, il congresso aveva già conferito maggiori poteri a Vargas ed approvato la creazione di un "Tribunale per la sicurezza nazionale" (Tribunal de Segurança Nacional (TSN)), istituito con statuto adottato l'11 settembre 1936.
Nel suo discorso del 10 novembre 1937, Vargas, invocando la presunta minaccia comunista, decretò lo stato di emergenza e sciolse la legislatura. Annunciò anche l'adozione da parte del fiat presidenziale di una nuova Costituzione severamente autoritaria, che gli mise essenzialmente nelle mani tutto il potere di governo. La Costituzione del 1934 venne così abolita e Vargas proclamò l'istituzione di un "Nuovo Stato". Il breve intervallo fu un'ulteriore prova che l'autogolpe era stato pianificato con largo anticipo.
Sotto questo regime dittatoriale i poteri del Tribunale per la sicurezza nazionale furono razionalizzati e si concentrò sul perseguimento dei dissidenti politici. Inoltre, i poteri della polizia vennero notevolmente rafforzati, con l'istituzione del "Dipartimento dell'ordine politico e sociale" (Departamento de Ordem Política e Social (DOPS)), una potente polizia politica e servizi segreti. Quando venne creato nel 1936, il Tribunale per la sicurezza nazionale doveva essere un tribunale temporaneo e gli imputati potevano presentare ricorso contro le sue sentenze al "Tribunale militare superiore" (Superior Tribunal Militar), la Corte d'Appello delle Forze Armate del Brasile, a sua volta subordinata alla Corte Suprema. Pertanto, i comunisti ed altri imputati accusati di aver complottato colpi di stato vennero giudicati dal sistema della corte marziale militare (con il Tribunale per la sicurezza nazionale come tribunale di prima istanza per quei casi), e non dai tribunali ordinari. Con l'avvento del regime dell'Estado Novo, il Tribunale per la sicurezza nazionale divenne un tribunale permanente e divenne autonomo dal resto del sistema giudiziario. Esso acquisì l'autorità per giudicare non solo i casi di cospiratori comunisti e di altri golpisti, ma processò anche chiunque fosse accusato di essere sovversivo o pericoloso per il regime dell'Estado Novo. Inoltre, vennero inflitte dalla stessa polizia (soprattutto dal DOPS) diverse condanne extragiudiziali senza processo.
La Costituzione del 1937 prevedeva le elezioni di un nuovo Congresso, nonché un referendum per confermare le azioni di Vargas. Tuttavia, nessuno dei due venne tenuto, apparentemente a causa della pericolosa situazione internazionale. Invece, in base a un articolo della Costituzione che doveva essere transitorio in attesa di nuove elezioni, il presidente assunse poteri legislativi oltre che esecutivi. A tutti gli effetti, Vargas governò per otto anni in base a quella che equivaleva alla legge marziale. Inoltre, secondo la Costituzione del 1937, Vargas avrebbe dovuto rimanere presidente solo per altri sei anni (fino al novembre 1943), invece - sempre presumibilmente a causa della pericolosa situazione internazionale - rimase al potere fino al suo rovesciamento nel 1945.
La dittatura dell'Estado Novo ridusse notevolmente anche l'autonomia del potere giudiziario e soppresse l'autonomia degli Stati brasiliani, che erano governati da interventores federali, che esercitavano (su base formalmente temporanea) i poteri legislativo ed esecutivo.
Nel dicembre 1937, un mese dopo il colpo di Stato dell'Estado Novo, Vargas firmò un decreto che scioglieva tutti i partiti politici, compresa l'Azione Integralista Brasiliana (Ação Integralista Brasileira (AIB)). Gli integralisti fino ad allora avevano sostenuto le misure anticomuniste di Vargas. L'11 maggio 1938, gli integralisti, irritati dalla chiusura dell'AIB, invasero il Palazzo Guanabara, tentando di deporre Vargas. Questo episodio è noto come Rivolta integralista e non ebbe successo.

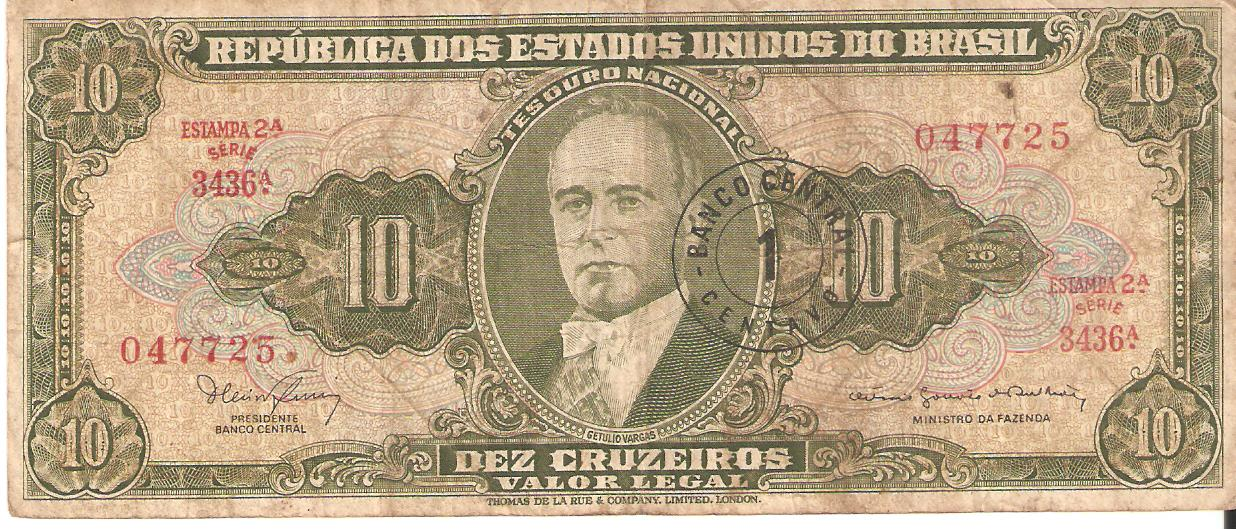
Banconota da dieci cruzeiro, con un ritratto del presidente Vargas.

Tra il 1937 e il 1945, durata dell'Estado Novo, Vargas diede continuità alla formazione di struttura e professionalità nello Stato. Vargas orientò lo stato ad intervenire nell'economia, promuovendo il nazionalismo economico. Il movimento verso un "Nuovo Stato" fu significativo, in quanto insieme al licenziamento del Congresso e dei suoi partiti politici, egli volle riconoscere la popolazione indigena. Ottenne grande favore ai loro occhi e venne chiamato il "padre dei poveri". Oltre a guadagnare popolarità con loro, gli fornì strumenti per assisterli nel miglioramento del loro stile di vita agrario. Sentiva che se il paese avesse dovuto progredire, i nativi, il simbolo stesso della brasilianità, avrebbero dovuto raccoglierne i frutti, cavalcando l'etichetta di oppressione del paese. Ciò era importante per stabilire una società unificata. L'intenzione era quella di formare un forte impulso verso l'industrializzazione.
In questo periodo, vennero creati un certo numero di organismi industriali:
- Il "Consiglio Nazionale del Petrolio" (Conselho Nacional do Petróleo (CNP))
- Il "Dipartimento amministrativo del servizio pubblico" (Departamento Administrativo do Serviço Público (DASP))
- La "Compagnia Siderurgica Nazionale" (Companhia Siderúrgica Nacional (CSN))
- The "Compagnia Valle del Rio Doce" (Companhia Vale do Rio Doce)
- La "Compagnia idroelettrica di São Francisco" (Companhia Hidro-Elétrica do São Francisco)
- La "Fabbrica Nazionale di Motori" (Fábrica Nacional de Motores (FNM))

L'Estado Novo ebbe un potente effetto sull'"architettura modernista in Brasile" (Arquitetura modernista no Brasil), perché fornì autorità sufficiente per implementare la pianificazione urbanistica su larga scala in Brasile. Sebbene non fosse disponibile una ricchezza sufficiente per completare i piani, ebbero un effetto potente e duraturo sulle città e sulla loro organizzazione. Una delle città meglio pianificate al mondo, Curitiba, ricevette la sua prima progettazione durante l'Estado Novo. Un importante urbanista fu Alfred Agache.
Per frenare l'opposizione vennero adottati una serie di provvedimenti, come la nomina degli Interventores per gli Stati e la censura dei mezzi di comunicazione, operata dal "Dipartimento Stampa e Propaganda" (Departamento de Imprensa e Propaganda (DIP)). Questa agenzia promosse anche l'ideologia dell'Estado Novo, progettò la propaganda ufficiale del governo e cercò di dirigere l'opinione pubblica.
Nel 1943 Vargas promulgò il Consolidamento delle leggi sul lavoro (CLT), garantendo che un posto di lavoro sarebbe stato stabile dopo dieci anni di servizio. Prevedeva anche il riposo settimanale, regolamentava il lavoro dei minori e delle donne, regolamentava il lavoro notturno e fissava la giornata lavorativa a otto ore.

## Le tensioni con l'Argentina
La rivoluzione liberale del 1930 rovesciò i proprietari oligarchici delle piantagioni di caffè e portò al potere una classe media urbana ed interessi economici che promuovevano l'industrializzazione e la modernizzazione. La promozione aggressiva della nuova industria ribaltò l'economia nel 1933. I leader brasiliani negli anni '20 e '30 decisero che l'obiettivo implicito della politica estera dell'Argentina era quello d'isolare il Brasile di lingua portoghese dai vicini di lingua spagnola, facilitando così l'espansione d'influenza economica e politica argentina in Sud America. Ancora peggio, era la paura che un esercito argentino più potente avrebbe lanciato un attacco a sorpresa contro l'esercito brasiliano più debole. Per contrastare questa minaccia, il presidente Getúlio Vargas strinse legami più stretti con gli Stati Uniti. Nel frattempo, l'Argentina si mosse nella direzione opposta. Durante la seconda guerra mondiale, il Brasile fu un fedele alleato degli Stati Uniti ed inviò una forza di spedizione in Europa. Gli Stati Uniti fornirono oltre 370 milioni di dollari in sovvenzioni lend-lease, in cambio dell'affitto gratuito di basi aeree utilizzate per trasportare soldati e rifornimenti americani attraverso l'Atlantico e basi navali per operazioni antisommergibile. In netto contrasto, l'Argentina era ufficialmente neutrale e a volte favoriva la Germania.

## La seconda guerra mondiale

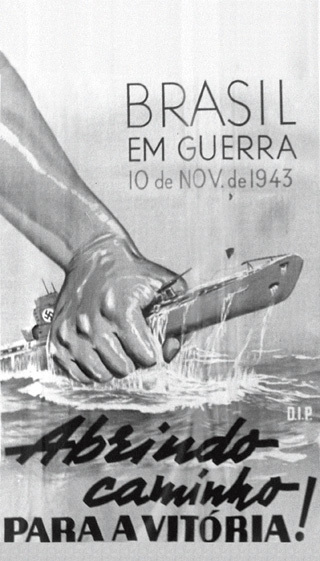
Propaganda brasiliana che annuncia una dichiarazione di guerra alle potenze dell'Asse, 10 novembre 1943.

Con l'inizio della seconda guerra mondiale, nel 1939, Vargas mantenne la neutralità fino al 1941, quando venne formato un accordo, proposto dal ministro degli Affari Esteri brasiliano Osvaldo Aranha, tra le nazioni continentali americane per allinearsi con qualsiasi paese americano in caso di attacco da parte di una potenza esterna. A causa di questo accordo, da Pearl Harbor l'entrata in guerra del Brasile divenne solo una questione di tempo. La politica americana finanziò anche l'estrazione siderurgica brasiliana e collocò basi militari lungo la costa nord-nordest brasiliana, con sede a Natal. Con la conquista del sud-est asiatico da parte delle truppe giapponesi, Getúlio firmò un trattato, gli Accordi di Washington, nel 1942, che prevedeva la fornitura di gomma naturale dall'Amazzonia agli Alleati, con conseguente secondo boom della gomma e la migrazione forzata di molte persone dal nord-est colpite dalla siccità nel cuore dell'Amazônia. Queste persone erano conosciute come Soldados da Borracha ("soldati di gomma").

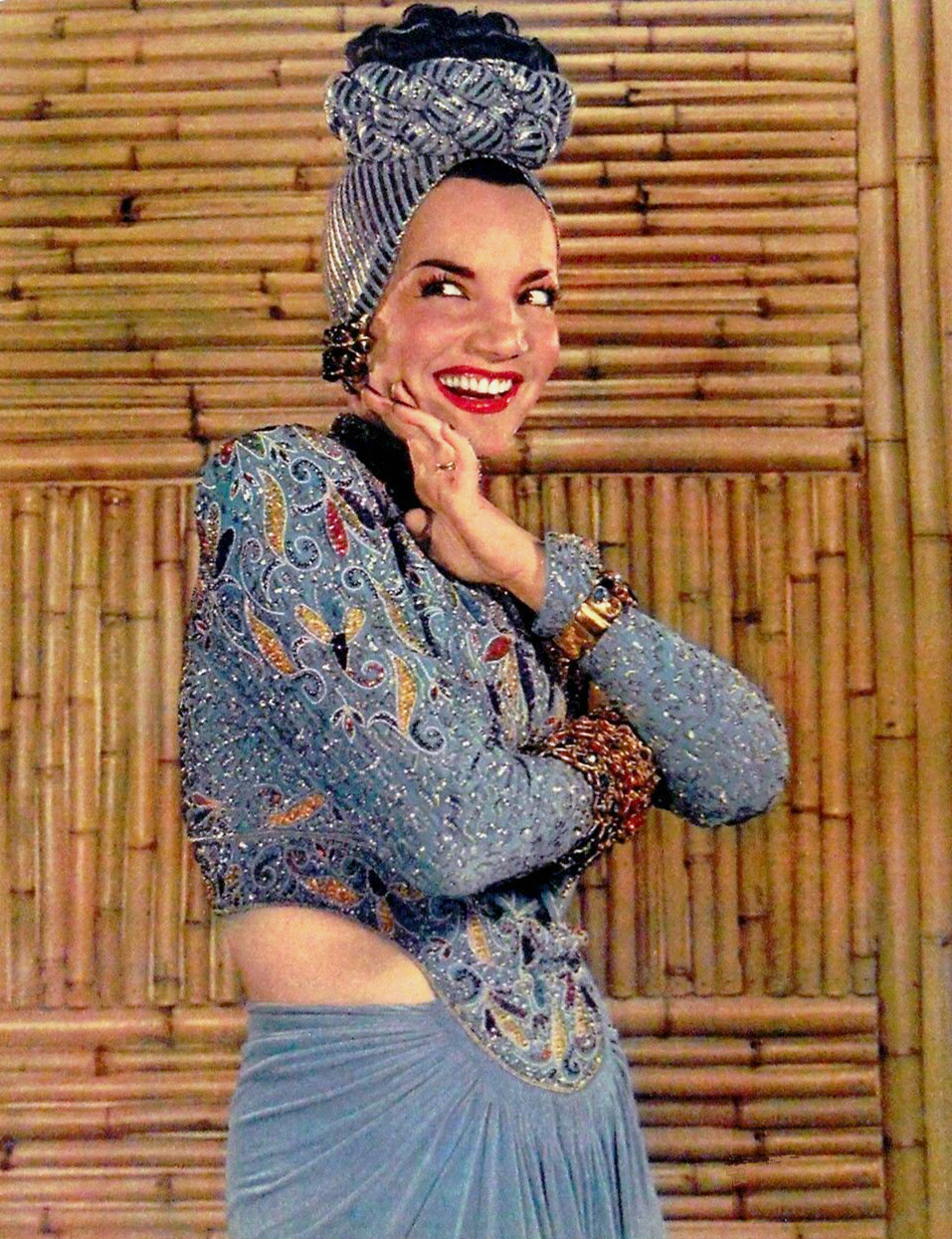
Carmen Miranda era un simbolo della "Politica di buon vicinato", che consisteva in un rapporto più stretto con gli Stati Uniti per America Latina.

Dopo l'affondamento di oltre 25 navi mercantili brasiliane da parte di sottomarini tedeschi e italiani nel corso del 1942, la mobilitazione popolare costrinse il governo brasiliano ad abbandonare la sua passività e dichiarare guerra alla Germania e all'Italia nell'agosto 1942. La mobilitazione popolare per rendere effettiva la dichiarazione di guerra, con l'invio di truppe brasiliane in Europa, continuò, ma la decisione del governo brasiliano d'inviare effettivamente truppe per combattere il nemico venne presa solo nel gennaio 1943, quando Vargas ed il presidente degli Stati Uniti Franklin Delano Roosevelt s'incontrarono a Natal, dove venne stipulato il primo accordo ufficiale per creare una forza di spedizione (FEB). Nel luglio 1944 venne inviato a combattere in Italia il primo gruppo della FEB che, pur essendo scarsamente equipaggiato e addestrato, svolse le sue missioni principali.
Subito dopo la guerra, però, temendo la popolarità della FEB e il possibile utilizzo politico della vittoria alleata da parte di alcuni membri di essa, l'allora governo brasiliano decise di rendere effettiva la smobilitazione, con la FEB ancora in Italia. Tornando in Brasile, anche i suoi membri vennero sottoposti ad alcune restrizioni. Ai veterani civili era proibito indossare decorazioni o uniformi militari in pubblico, mentre i veterani militari venivano trasferiti in regioni lontane dalle grandi città o nelle guarnigioni di confine.
Le vicende legate alla partecipazione brasiliana alla guerra e alla fine del conflitto nel 1945 rafforzarono le pressioni a favore della ridemocratizzazione. Nonostante alcune concessioni da parte del regime, come la fissazione di una data per le elezioni presidenziali, l'amnistia per i prigionieri politici, la libertà di organizzare partiti politici e l'impegno a scegliere una nuova convenzione costituzionale, Vargas non poté mantenere il sostegno per la continuazione della sua presidenza e venne deposto dai militari con un colpo di Stato a sorpresa lanciato dal suo ministero della Guerra il 29 ottobre 1945.
Una volta che Vargas venne deposto, i militari convocarono il suo sostituto legale, José Linhares, il presidente della Corte Federale Suprema (giudice capo del Brasile), per assumere la presidenza (l'ufficio di vicepresidente era stato abolito, e nessuna legislatura era stata eletta ai sensi della Costituzione del 1937, cosicché il presidente della Corte Suprema era la prima persona in linea di successione). José Linhares convocò immediatamente le elezioni per il presidente e per un'assemblea costituente. Le elezioni si tennero nel dicembre 1945 e José Linhares rimase in carica solo fino all'inaugurazione dell'Assemblea e del presidente eletto (il generale Eurico Gaspar Dutra) avvenuta il 31 gennaio 1946. L'inaugurazione segnò la fine dell'Estado Novo e l'inizio della Quarta Repubblica brasiliana.